# The Universe. Space. Tech.
The Universe Space Tech — раніше Вселенная, пространство, время — українське друковане науково-популярне видання про космос, історію його освоєння, інновації та технології в аерокосмічній сфері, про стартапи, профільні державні програми та астрономію.
В журналі публікуються матеріали про глобальні тенденції в космічній сфері з прив'язкою до українських реалій. Також видання пише про останні події в астрономії, дослідження Сонячної системи і Всесвіту. Крім журналістів, для журналу пишуть наукові працівники університетів та науково-дослідних інститутів. 

## Історія журналу
Зареєстрований 6 жовтня 2003 року. Засновник, видавець (2003 - 2017) і головний редактор (2003 - жовтень 2019) — Гордієнко Сергій Павлович.
У 2003 році вийшов перший номер журналу, у 2004 році — 6 номерів та з 2005 до 2017 — по 12 випусків на рік. Всього до кінця 2017 року було видано 160 номерів (три суміжні), в яких були опубліковані:
600 авторських статей та оглядів; більш ніж 1000 новин про актуальні події в астрономії, космонавтиці, дослідженнях Сонячної системи з використанням космічних апаратів, історії життя на Землі та людської цивілізації;
десятки науково-фантастичних оповідань. Окремими брошурами в серії Бібліотека журналу видано три збірки статей, присвячених питанням космології (Космологія в XXI столітті. Народження нового світогляду. Збірник статей, Київ, 2013); екзобіології (Життя у Всесвіті. Де шукати і як знайти. Збірник статей, Київ, 2011); історії пілотованої космонавтики (Космічний детектив. Розсекречені, маловідомі та трагічні сторінки історії космонавтики. Збірник статей, Київ, 2011) і дві збірки науково-фантастичних оповідань (Ціна мрії. Київ, 2011, друге видання - 2013, а також авторський збірник Пауля Госсена Зорельоти, монстри та красиві дівчата, Київ, 2013).
З січня 2018 року видання друкованої версії журналу було призупинено. У 2018 році за ініціативи бізнесмена Поляков Максим Валерійович, партнером журналу стала асоціація Noosphere і журнал почав виходити у електронній версії.
У вересні того ж року спільно з журналом «Куншт» і за підтримки компанії EOS був надрукований спецвипуск журналу Space.The Universe & Everything українською мовою про дослідження Всесвіту, космічні технології та майбутнє за межами Землі. Після цього було знову відновлено видання паперової версії. У 2019 році відбувся ребрендинг журналу — він отримав нове ім'я The Universe. Space. Tech. Видання почало друкуватися українською мовою.

## Автори
У журналі за роки видання опубліковані статті більш ніж 300 авторів з різних країн: України, Росії, Білорусі, США, Канади, Великої Британії, Німеччини, Франції, Іспанії, Італії, Швейцарії, Нідерландів, Угорщини, Ізраїлю.
Серед авторів опублікованих матеріалів — нобелівські лауреати (Роберт Вільсон, Адам Рісс, Мішель Майор, Ерік Бетциґ), видатні популяризатори та вчені (Стівен Хокінг, Брайан Грін, Ніл Де Грас Тайсон Джіл Тартер, Марек Кукула), провідні фахівці NASA, ESA, інших космічних агентств, науково-дослідних і академічних установ: Геррі Хант, Тара Ширс, Андреа Аккомаццо, Скотт Шеппард, Ендрю Коутс, Рей Віллард, Кріс Норт, Джо Данкль, Мартін Хендрі, Ян Кроуфорд, Мішель Доерті, Барбара Коццоні, Табет Бояджян, Тереза Люфтінгер, Ігнасі Рівас, Емелін Болмон, Джордж Смут, Бернар Фоїнг, Жан-П'єр Бірбінг, Олів'є Вітасс, Хав'єр Пералта, Саймон Портер, Сюзі Имбер, Маніш Патель, Роберт Сойер, Петер Шварц та ін.
Опубліковані інтерв'ю з багатьма вченими, серед яких: Дон Йоманс, Луїс Фрідман, Браніслав Кецман, Роберт Вільсон, Сер Роджер Пенроуз, Клод Ніколь, Алан Штерн, Гарік Ісраелян, Девід Ейкер і ін.

## Науково-просвітницький клуб
Науково-просвітницький клуб «Космічні шоти» — раніше клуб мав назву «Вселенная, пространство, время» — популяризує науку, створює умови для вільного спілкування вчених і експертів, в тому числі авторів журналу The Universe. Space. Tech.
Збори клубу проходять раз у два місяці перед виходом нового номера. Формат заходу: три короткі лекції, після яких присутні можуть ставити питання і поговорити з лекторами.

### Напрями діяльності
1. Висвітлення актуальних подій в астрономії та космонавтиці, досліджень Сонячної системи з використанням космічних апаратів. Ознайомлення з останніми досягненнями провідних вітчизняних і закордонних фахівців у відповідних галузях техніки та природничих наук.
2. Організація зустрічей з відомими вченими (астрономами, археологами тощо) і фахівцями космічної галузі України
3. Проведення зустрічей з авторами, тематичних художніх та фотовиставок

### Історична довідка клубу
З січня 2012 року у переліку постійних програм Київський будинок вчених був відкритий Науково-просвітницький клуб. У 2019 році клуб відновили в оновленому форматі під назвою «Космічні шоти».
У 2020 році під час коронавірусної епідемії почав проходити в форматі на YouTube-каналі журналу. У Всесвітній день авіації та космонавтики на «Космічних шотах» були присутні голова Державне космічне агентство України Усов Володимир Володимирович і директор Національний антарктичний науковий центр Дикий Євген Олександрович.

## Редактори і члени редакційної ради
- Оксана Кудас, головний редактор з 2019 по тепер;
- Сергій Гордієнко, головний редактор 2003-2019, 1-175 (1/2003 - 5/2019)[8]
- Володимир Манько (Острів), редактор, випусковий редактор, заступник головного редактора з 2005-2019.

Редактори:
- Олександр Баранський 2003-2004, 1-7
- Олександр Пугач 2003-2012, 1-101
- Ірина Зеленецкая 2004-2012, 3-101
- Дмитро Рогозін 2006-2015, 23-129
- Олександра Чачіна 2006-2007, 32-39
- Георгій Ковальчук 2012-2017, 102-160
- Анатолій Василенко 2015-2017,135-156
- Валерія Ковеза 2017, 157
- Кирило Размислович з 2017, 157

## Нагороди
- 2007 — Літературна премія імені Олександра Бєляєва в номінації «За найбільш цікаву діяльність протягом останнього року» присуджено Союзом письменників Санкт-Петербурга.[9]
- 2008 — дипломом Міжнародного Академічного Рейтингу популярності «Золота фортуна» нагороджено колектив журналу в номінації «За вагомий внесок у справу розвитку України та високу журналістську майстерність»[10]